# 市原市立国分寺台東小学校
市原市立国分寺台東小学校（いちはらしりつ こくぶんじだいひがししょうがっこう）は、千葉県市原市東国分寺台にある公立小学校。文部科学省の学校コードはB112210004672、旧学校調査番号は121091。通称は東小（ひがししょう）。

## 概要
市原市北西部の五井地区に位置する。その中でも特に行政の中心地である国分寺台に所在している。また、国分寺台にある小学校では最も新しい。

## 沿革

### 概歴
1989年（平成元年）に市原市立国分寺台小学校、市原市立国分寺台西小学校から分離し、市内42番目の小学校として開校した。開校当初の所在地の地番は山田橋744番で児童数は385名だった。学校実績として2015年（平成27年）までに市原市教育委員会などから研究校指定を7回受けている。

### 年表
- 1989年（平成元年） - 市原市立国分寺台東小学校開校[3]。

## 施設

### 敷地
敷地の詳細は以下の通りである。
- 所在地：〒　千葉県市原市東国分寺台5丁目1番地
- 所有者：市原市
- 敷地面積：21,000m2
- 用途地域：第一種低層住居専用地域
- 指定建蔽率：50%
- 指定容積率：100%
- 取得価格：755,890,000円

### 建物
敷地内の建物は以下の通りである。
| 棟番号 | 棟名称     | 構造 | 階数        | 延床面積   | 建築年 | 耐震情報 | 備考 |
| ------ | ---------- | ---- | ----------- | ---------- | ------ | -------- | ---- |
| 001    | 校舎-1     | RC造 | 地上3階建て | 3,954.00m2 | 1989年 | 新耐震   |      |
| 002    | 体育館     | RC造 | 地上1階建て | 812.00m2   | 1989年 | 新耐震   |      |
| 003    | 倉庫・物置 | 木造 | 地上1階建て | 70.00m2    | 1989年 | -        |      |
| 004    | 倉庫・物置 | 木造 | 地上1階建て | 26.00m2    | 1989年 | -        |      |
| 005    | 倉庫・物置 | 木造 | 地上1階建て | 26.00m2    | 1989年 | -        |      |

### 併設
- 国分寺台東小学校児童クラブ

## 規模
2022年（令和4年）4月1日現在の学校規模は以下の通りである。
| 児童数     | 287名    |
| 学級数     | 15学級   |
| 学区面積   | 0.851km2 |
| 学区人口   | 5,109人  |
| 学区世帯数 | 不明     |

## 通学区域
以下の町丁字とその範囲を通学区域として指定している。
- 国分寺台中央1 - 4丁目
- 東国分寺台1 - 5丁目
- 山田橋1丁目の一部、2丁目の一部
- 西広の一部

## 通学区域内施設
- 市原市役所
- 市原市消防局
- 市原市老人福祉センター
- 上総国分尼寺跡
- 市原国分寺台郵便局
- 国分寺台中央公園
- 国分寺台祇園原公園

## 中学校区
- 市原市立国分寺台中学校
- 市原市立国分寺台西中学校

## 隣接小学校区
- 市原市立国分寺台小学校
- 市原市立国分寺台西小学校
- 市原市立市原小学校
- 市原市立市西小学校